# Józef Pawłowski
Ne doit pas être confondu avec Josef Pawlowski (prêtre).
Pour les articles homonymes, voir Pawlowski.
Józef Pawłowski est un acteur polonais, né le 29 septembre 1990 à Nowy Dwór Mazowiecki, en Pologne.

## Filmographie
- 2021: “Bartowiak”
- 2015: Warsaw by Night : Konrad
- 2014: Miasto 44 : Stefan Zawadzki
- 2014: Jack Strong : Waldemar Kukliński
- 2013: Bilet na Księżyc
- 2013: L'Homme du peuple : un étudiant

## Télévision
- 2015: Dziewczyny ze Lwowa : Igor Kizioł
- 2014: Lekarze : Jędrzej Tulina
- 2014: Czas honoru : Józef
- 2013: Przyjaciółki
- 2013: Hotel 52
- 2013: Przepis na życie
- 2010: Ojciec Mateusz